# Émerson Leão
Émerson Leão, född 11 juli 1949 i Ribeirão Preto, São Paulo, är en brasiliansk fotbollstränare och före detta fotbollsspelare. Han är en ansedd som en av de bästa brasilianska målvakterna genom tiderna. En dokumentärfilm producerad av FIFA, FIFA Fever, hyllade Leão som en av de bästa försvarsspelarna någonsin.

## Som spelare
Émerson Leão vann Världsmästerskapet i fotboll 1970 som reserv i truppen, när han var 20 år. Följande två VM var han förstamålvakt. Han var den första brasilianska fotbollsspelare att som målvakt bli lagkapten (under Världsmästerskapet i fotboll 1978). Senare (2006) gjordes samma bedrift av Dida, i en match mot Japan.
Han spelade 80 matcher för Brasiliens landslag. Som klubbspelare spelade han för en mängd olika lag. Laget han var kvar längst i var Palmeiras, som han vann ett flertal titlar med.

## Utmärkelser som spelare
- 1969 - Torneio Roberto Gomes Pedrosa och Ramón de Carranza Trophy (Palmeiras)
- 1970 - Världsmästerskapet i fotboll 1970 i Mexiko (Brasiliens herrlandslag i fotboll)
- 1972 - Campeonato Paulista och Campeonato Brasileiro (Palmeiras)
- 1973 - Campeonato Brasileiro (Palmeiras)
- 1974 - Campeonato Paulista and Ramón de Carranza Trophy (Palmeiras)
- 1976 - Campeonato Paulista (Palmeiras)
- 1979 - Campeonato Brasileiro (slutade tvåa) (Vasco da Gama)
- 1980 - Campeonato Gaúcho (Grêmio)
- 1981 - Campeonato Brasileiro (Grêmio)
- 1982 - Campeonato Brasileiro (slutade tvåa) (Grêmio)
- 1983 - Campeonato Paulista (Corinthians)

## Som tränare
Leão har varit fotbollstränare sedan 1987. Som tränare för São Paulo vann han 2005 Campeonato Paulista. Efter det bytte han klubb till Vissel Kobe i Japan, men stannade där endast fyra matcher. Den 18 juli 2005 tog han jobbet som tränare för Palmeiras, och stannade där tills mars 2006. Hans största framgång som tränare var hans andra period i Santos, mellan 2002 och 2004, då han vann Campeonato Brasileiro 2002, och tog laget till andra plats i både Copa Libertadores de América och Campeonato Brasileiro 2003. Leão är känd för att ha stora krav på sina spelares fysik och disciplin.
Från den 15 november 2000 till den 9 juni 2001 var han tränare för Brasiliens landslag. Av elva matcher med landslaget blev det fyra vinster, fyra oavgjorda och tre förluster.

## Utmärkelser som tränare
- 1987 - Campeonato Brasileiro (Sport Recife)
- 1992 - Kanagawa Cup (Verdy Kawasaki)
- 1996 - Emperor's Cup (Verdy Kawasaki)
- 1997 - Copa Conmebol (Atlético Mineiro)
- 1998 - Copa Conmebol (Santos)
- 2000 - Campeonato Pernambucano (Sport Recife)
- 2002 - Campeonato Brasileiro (Santos)
- 2005 - Campeonato Paulista (São Paulo)